# سرمربی فانتزی رئال مادرید
سرمربی فانتزی رئال مادرید (به انگلیسی: Real Madrid Fantasy Manager) یک بازی مربیگری باشگاه فوتبال است که توسط From The Bench ساخته شده‌است. این بازی بر روی پلتفرم‌های فیسبوک، آیفون و اندروید در دسترس است.
این بازی با توجه به موضوع رئال مادرید طراحی شده‌است. نسخه‌های ۲۰۱۱، ۲۰۱۲، ۲۰۱۳ و ۲۰۱۴ وجود دارد.